# 三叶茴香
三叶茴香（学名：Pimpinella diversifolia），又名异叶茴芹、八月白（浙江草药名），是伞形科茴芹属的植物。分布在尼泊尔、越南、阿富汗、巴基斯坦、印度、日本、台湾岛以及中国大陆的河南、福建、西藏、广东、湖北、四川、广西、贵州、安徽、浙江、江西、江苏、云南、陕西、湖南、甘肃等地，生长于海拔160米至3,300米的地区，一般生于山坡草丛中、沟边及林下，目前尚未由人工引种栽培。

## 异名
- Pimpinella diversifolia DC. var. angustipetala Shan et Pu
- Pimpinella diversifolia DC. var. stolonifera Hand.-Mazz.